# Ayron
Ayron est une commune du Centre-Ouest de la France, située dans le département de la Vienne en région Nouvelle-Aquitaine.

## Géographie

### Localisation
La commune d’Ayron se situe aux confins des plaines du Haut-Poitou et de la Gâtine poitevine, à mi-chemin de Poitiers et de Parthenay.
La grande ville la plus proche de Ayron est Poitiers et se trouve à un peu plus de 22 km au nord, à vol d'oiseau.
La commune est proche du parc naturel régional Loire-Anjou-Touraine.

### Communes limitrophes
| Chalandray           | Cherves | Maillé             |
|                      | Ayron   | Chiré-en-Montreuil |
| Vasles (Deux-Sèvres) | Latillé |                    |

### Géologie et relief
Elle présente un paysage de champs ouverts, de bocages et de vallées.
Le terroir se compose :
- de groies (pour 16 %) sur les plaines ;
- de Bornais (pour 51 %) et d'argile à silex peu profonde (pour 26 %) sur les plateaux du Seuil du Poitou ;
- de calcaire (pour 8 %) dans les vallées étroites et encaissées ainsi que sur les terrasses alluviales.

Les groies sont des terres du sud-ouest de la France, argilo-calcaires, peu profondes  - en général de moins de 50 cm d’épaisseur – et plus ou moins riches en cailloux. Elles sont fertiles et saines et donc, propices à la polyculture céréalière mais elles s’assèchent vite. Les bornais sont des sols brun clair sur limons, profonds et humides, à tendance siliceuse.

### Hydrographie
La commune est traversée par 12,6 km de cours d'eau, avec comme rivières principales l'Auxance sur une longueur de 2,4 km et la Vendelogne sur une longueur de 10,3 km.

### Climat
Pour des articles plus généraux, voir Climat de la Nouvelle-Aquitaine et Climat de la Vienne.
Historiquement, la commune est exposée à un climat océanique du nord-ouest.  
En 2020, Météo-France publie une typologie des climats de la France métropolitaine dans laquelle la commune est dans une zone de transition entre le climat océanique et le climat océanique altéré et est dans la région climatique Poitou-Charentes, caractérisée par un bon ensoleillement, particulièrement en été et des vents modérés.
Pour la période 1971-2000, la température annuelle moyenne est de 11,5 °C, avec une amplitude thermique annuelle de 14,9 °C. Le cumul annuel moyen de précipitations est de 723 mm, avec 11,4 jours de précipitations en janvier et 6,6 jours en juillet. Pour la période 1991-2020, la température moyenne annuelle observée sur la station météorologique la plus proche, située sur la commune de Vouillé à 7,34 km à vol d'oiseau, est de 12,3 °C et le cumul annuel moyen de précipitations est de 656,6 mm,. Pour l'avenir, les paramètres climatiques de la commune estimés pour 2050 selon différents scénarios d’émission de gaz à effet de serre sont consultables sur un site dédié publié par Météo-France en novembre 2022.

### Voies de communication et transports
Les gares et les haltes ferroviaires proches d'Ayron sont :
- la gare de Poitiers à 22,4 km ;
- la gare de Parthenay à 23,2 km ;
- la halte ferroviaire de Chasseneuil à 23,7 km ;
- la gare du Futuroscope  à 24,1 km ;
- la halte ferroviaire de Jaunay - Clan à 24,5 km.

Les aéroports et aérodromes les plus proches d'Ayron sont :
- l'aéroport de Poitiers - Biard à 20,3 km ;
- l'aérodrome de Niort - Souché à 53 km.

## Urbanisme

### Typologie
Au 1er janvier 2024, Ayron est catégorisée commune rurale à habitat dispersé, selon la nouvelle grille communale de densité à sept niveaux définie par l'Insee en 2022.
Elle est située hors unité urbaine. Par ailleurs la commune fait partie de l'aire d'attraction de Poitiers, dont elle est une commune de la couronne,. Cette aire, qui regroupe 97 communes, est catégorisée dans les aires de 200 000 à moins de 700 000 habitants,.

### Occupation des sols
L'occupation des sols de la commune, telle qu'elle ressort de la base de données européenne d’occupation biophysique des sols Corine Land Cover (CLC), est marquée par l'importance des territoires agricoles (91,5 % en 2018), en diminution par rapport à 1990 (93 %). La répartition détaillée en 2018 est la suivante : 
terres arables (75,9 %), prairies (9,5 %), zones agricoles hétérogènes (6,1 %), forêts (5,4 %), zones urbanisées (3,1 %). L'évolution de l’occupation des sols de la commune et de ses infrastructures peut être observée sur les différentes représentations cartographiques du territoire : la carte de Cassini (XVIIIe siècle), la carte d'état-major (1820-1866) et les cartes ou photos aériennes de l'IGN pour la période actuelle (1950 à aujourd'hui).

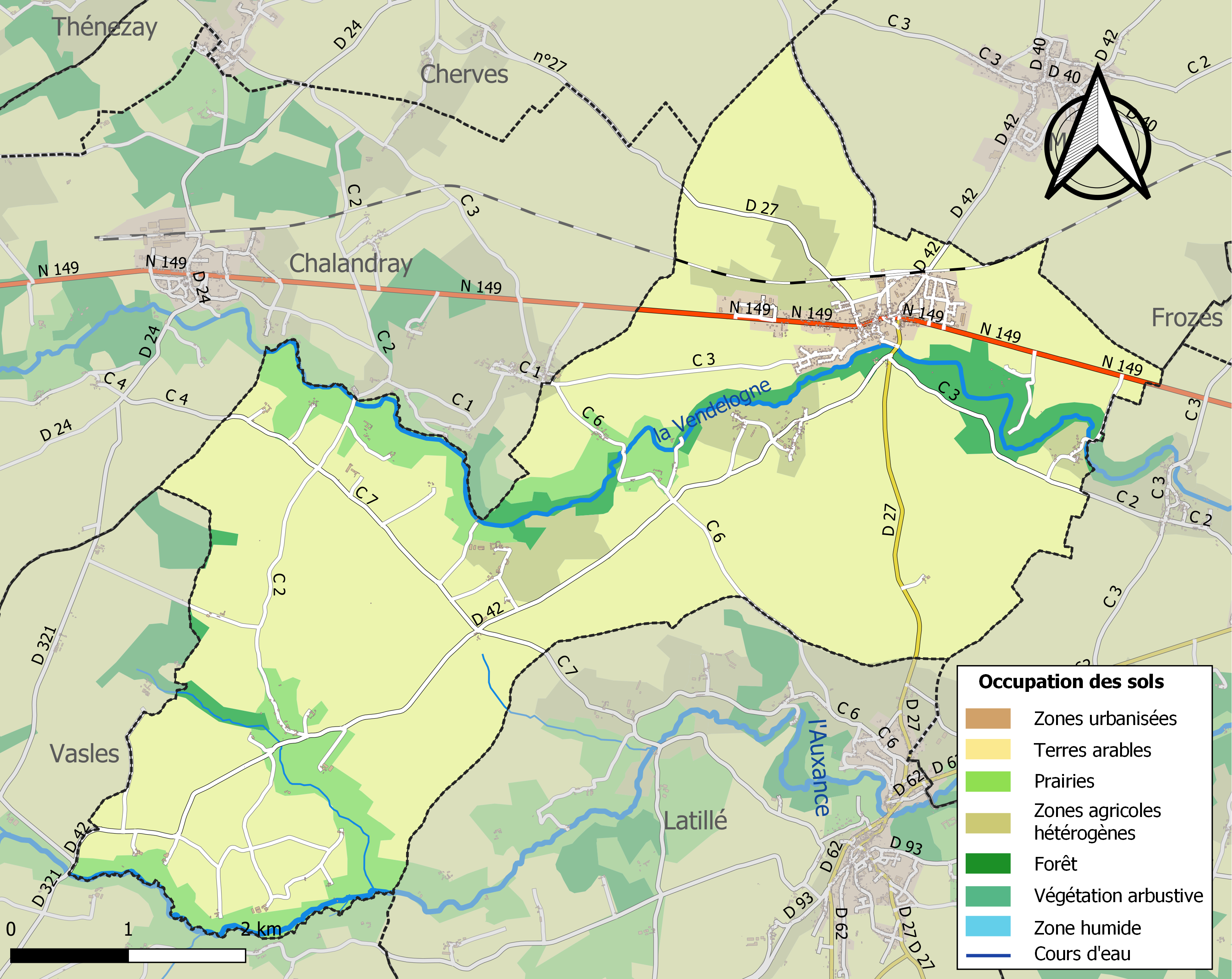
Carte des infrastructures et de l'occupation des sols de la commune en 2018 (CLC).

### Risques majeurs
Le territoire de la commune d'Ayron est vulnérable à différents aléas naturels : météorologiques (tempête, orage, neige, grand froid, canicule ou sécheresse), inondations, mouvements de terrains et séisme (sismicité modérée). Il est également exposé à un risque technologique,  le transport de matières dangereuses, et à un risque particulier : le risque de radon. Un site publié par le BRGM permet d'évaluer simplement et rapidement les risques d'un bien localisé soit par son adresse soit par le numéro de sa parcelle.

#### Risques naturels
Certaines parties du territoire communal sont susceptibles d’être affectées par le risque d’inondation par débordement de cours d'eau, notamment l'Auxance et la Vendelogne. La commune a été reconnue en état de catastrophe naturelle au titre des dommages causés par les inondations et coulées de boue survenues en 1982, 1983, 1999 et 2010,.

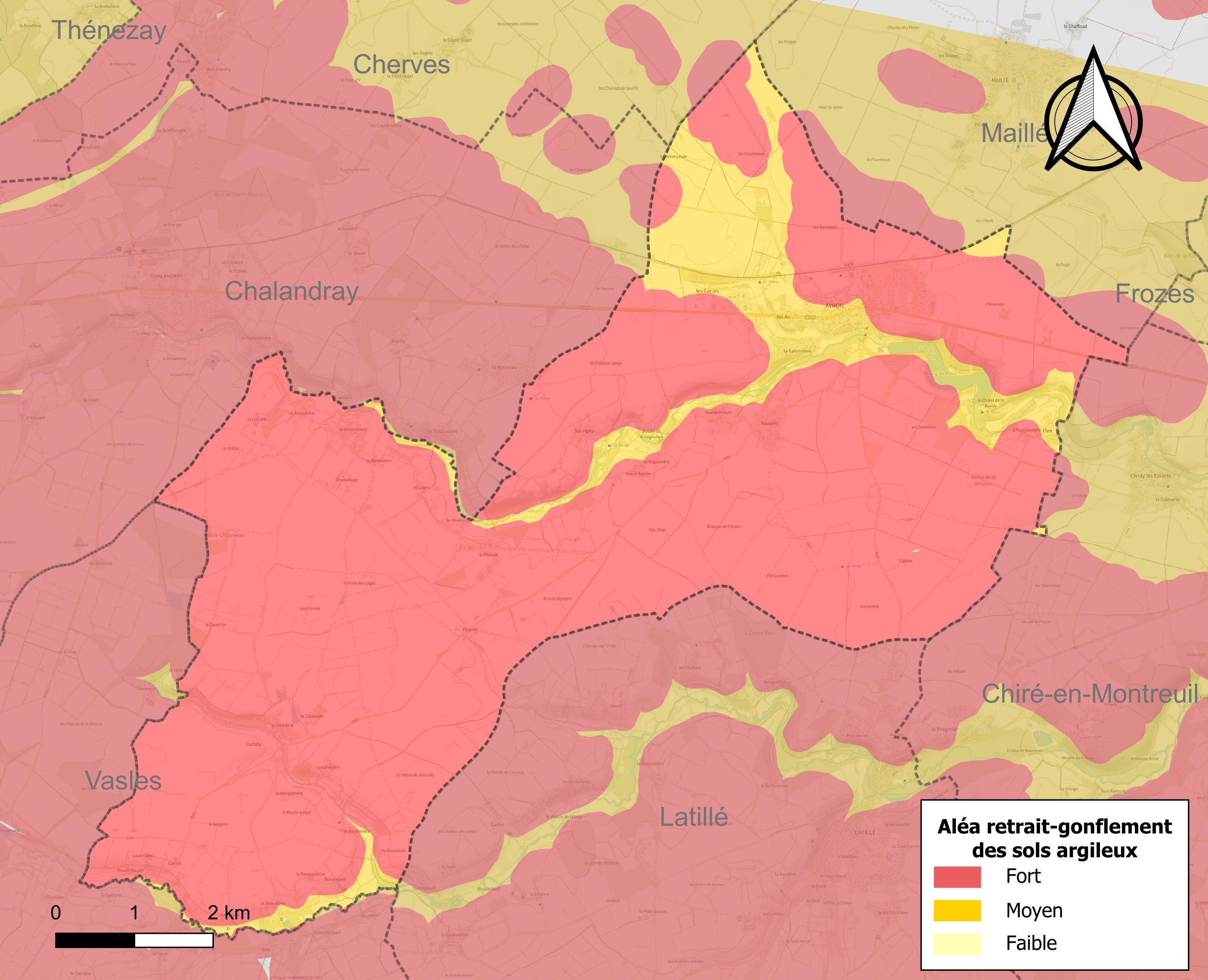
Carte des zones d'aléa retrait-gonflement des sols argileux d'Ayron.

Les mouvements de terrains susceptibles de se produire sur la commune sont des affaissements et effondrements liés aux cavités souterraines (hors mines) et des tassements différentiels. Afin de mieux appréhender le risque d’affaissement de terrain, un inventaire national permet de localiser les éventuelles cavités souterraines sur la commune. Le retrait-gonflement des sols argileux est susceptible d'engendrer des dommages importants aux bâtiments en cas d’alternance de périodes de sécheresse et de pluie. La totalité de la commune est en aléa moyen ou fort (79,5 % au niveau départemental et 48,5 % au niveau national). Depuis le 1er octobre 2020, en application de la loi ÉLAN, différentes contraintes s'imposent aux vendeurs, maîtres d'ouvrages ou constructeurs de biens situés dans une zone classée en aléa moyen ou fort,.
La commune a été reconnue en état de catastrophe naturelle au titre des dommages causés par la sécheresse en 1989, 1991 et 2003 et par des mouvements de terrain en 1999 et 2010.

#### Risque particulier
Dans plusieurs parties du territoire national, le radon, accumulé dans certains logements ou autres locaux, peut constituer une source significative d’exposition de la population aux rayonnements ionisants. Selon la classification de 2018, la commune d'Ayron est classée en zone 3, à savoir zone à potentiel radon significatif.

## Toponymie
Le nom de la ville pourrait provenir de la combinaison du mot gaulois are qui signifie devant et de la partie terminale du mot dunum, signifiant forteresse.
Un dénommé Béraldus de Araion était au nombre des signataires de l'acte de fondation du prieuré de Mirebeau en 1052.
Aux environs de 1100, le nom d’Hugues d’Ayron (Ugo de Araun) est mentionné dans le cartulaire de l’abbaye de Saint-Cyprien de Poitiers. Apparaissent ensuite sur divers manuscrits Airaone (1164), Haraum (1190), Airaum (1194), Araon (1199), Aeraon (1266), Ayraon (1313).
L’orthographe définitive  d’Ayron  apparait pour la première fois en 1329.

## Histoire
La genèse du village n’a pu être établie avec précision malgré la présence sur le territoire communal d’un dolmen et de la voie romaine de Limonum (Poitiers) à Portus Namnetum (Nantes), aussi dénommée chemin de Saint-Hilaire. L’occupation du site pendant le haut Moyen Âge est cependant attestée par la découverte d’une nécropole mérovingienne autour de l’église.
Au VIe siècle,  Ayron fait partie des terres de l’abbaye Sainte-Croix de Poitiers, fondée par Radegonde, belle-fille de Clovis. Dépendant de cette abbaye, le prieuré  dispose sur la communauté d’un pouvoir très étendu jusqu’au XVIIIe siècle : droit de haute et basse justice, nomination à la cure.
À la fin du Moyen Âge, l’abbaye doit partager le pouvoir avec les seigneurs d’Ayron qui résident au château. Des liens vassaliques les unissent à la châtellenie de Montreuil-Bonnin.
Le château d’Ayron  a été construit à la fin du XVe siècle sur la base d’un «hébergement » plus ancien. Il conserve des éléments défensifs comme les meurtrières et les tours d’angle mais affiche sa fonction résidentielle avec ses baies de style flamboyant réparties régulièrement. Les familles Rivault d’Ayron et Jouslard se sont succédé au château jusqu’à la Révolution.  Elles ont fourni des maires à Poitiers en 1362 (Aimery d’Ayron), 1463 (Michel d’Ayron) et 1596 (Philippe Jouslard). Le château est ensuite arrivé par donation dans la famille de Lambertie puis par mariage dans celle de Parent de Curzon, qui l’a vendu en 1868.
L’église est dédiée à saint Gervais et saint Protais, jumeaux martyrisés sous Néron en 57, aux  corps redécouverts intacts en 386 par saint Ambroise de Milan. Leur culte s’est alors répandu et il en existe de multiples traces en Poitou, précisément dans des villages qui présentent une nécropole mérovingienne. L’implantation du christianisme est donc probable en ce lieu dès le Ve siècle.
Ayron a accueilli favorablement les avancées de la Révolution française. Elle a planté ainsi son arbre de la liberté, symbole de la Révolution.

## Politique et administration

### Intercommunalité
Depuis 2015, Ayron est dans le canton de Vouneuil-sous-Biard (no 19) du département de la Vienne. Avant la réforme des départements, Ayron était dans le canton no 30 de Vouillé dans la 2e circonscription.

### Liste des maires
| Période                                  | Période  | Identité              | Étiquette                                  | Qualité |
| ---------------------------------------- | -------- | --------------------- | ------------------------------------------ | --- |
| Les données manquantes sont à compléter. |          |                       |                                            | |
| 1832                                     | 1840     | Jacques Pasquinet     |                                            | Maire élu au suffrage censitaire. |
| 1840                                     | 1844     | Pierre Bonnet         |                                            | Maire élu au suffrage censitaire. |
| 1844                                     | 1848     | Pierre Bonnet         |                                            | Maire élu au suffrage censitaire. |
| 1848                                     | 1852     | Jahan du Cornier      |                                            | Premier maire élu au suffrage universel. |
| 1852                                     | 1854     | Jacques Pasquinet     |                                            | Maire désigné par le préfet. |
| 1854                                     | 1865     | Pierre Bergier        |                                            | |
| 1865                                     | 1871     | Alfred Guillon        |                                            | |
| 1871                                     | 1874     | Armand Bonnet         |                                            | |
| 1874                                     | 1878     | Alfred Guillon        |                                            | |
| 1878                                     | 1881     | René Thiault          |                                            | |
| 1881                                     | 1885     | Armand Bonnet         |                                            | |
| 1885                                     | 1889     | Armand Bonnet         |                                            | |
| 1893                                     | 1893     | Émilien Meunier       |                                            | Premier mandat de huit mois avant sa seconde élection de 1895. |
| 1893                                     | 1895     | Pierre Aubourg        |                                            | Père du futur maire Ernest Aubourg. |
| 1895                                     | 1896     | Émilien Meunier       |                                            | |
| 1896                                     | 1900     | Gabriel Guitton       |                                            | |
| 1900                                     | 1904     | Henri Boisseau        |                                            | |
| 1908                                     | 1912     | Henri Boisseau        |                                            | |
| 1912                                     | 1919     | Henri Boisseau        |                                            | |
| 1919                                     | 1925     | Henri Boisseau        |                                            | La durée du mandat municipal passe de quatre à six ans. |
| 1925                                     | 1925     | Théophile Jaulin      |                                            | Maire durant seulement quelques mois, il ne participe à aucun conseil municipal y compris celui de son élection. |
| 1925                                     | 1927     | Edmond Pasquinet      |                                            | Mis en minorité, il démissionne après moins de deux ans de mandat. |
| 1927                                     | 1929     | Ernest Aubourg        |                                            | Ancien adjoint du maire de 1908 à 1925. |
| 1929                                     | 1935     | Ernest Aubourg        |                                            | |
| 1935                                     | 1940     | Ernest Aubourg        |                                            | Démission pour raison de santé. |
| 1940                                     | 1942     | Aristide Mineau       |                                            | Précédemment premier adjoint d'Ernest Aubourg. |
| 1942                                     | 1944     | Aristide Mineau       |                                            | Désigné pas le préfet à la tête de la Délégation spéciale composée sans élection après dissolution du conseil municipal par le préfet en raison de l'absence récurrente de quorum. La Délégation spéciale est dissoute à la libération. |
| 1944                                     | 1945     | Raoul Desormeaux      |                                            | Désigné par le préfet pour présidé le Conseil de transition de cinq membres également désignés par le préfet, dont l'ancien maire, Ernest Aubourg.                                                                                      |
| 1945                                     | 1947     | Raoul Desormeaux      | Résistance républicaine démocratique (RRD) | |
| 1945                                     | 1947     | Raoul Desormeaux      |                                            | Première participation des femmes à l'élection municipale. Démission du maire le 02/07/1951 après sept ans de mandat. |
| 1951                                     | 1953     | Aristide Gilot        |                                            | |
| 1953                                     | 1959     | Albert Jaulin         |                                            | |
| 1959                                     | 1965     | Albert Jaulin         |                                            | |
| 1965                                     | 1971     | Robert Liège          |                                            | |
| 1971                                     | 1977     | Robert Liège          |                                            | |
| 1977                                     | 1983     | Robert Liège          |                                            | |
| 1983                                     | 1989     | Gabriel Réau          |                                            | Première élection de femmes conseillères municipales dont Jacqueline Durant, future maire. |
| 1989                                     | 2005     | Gabriel Réau          |                                            | |
| 1995                                     | 2001     | Jacqueline Durand     |                                            | Première femme élue maire. |
| 2001                                     | 2008     | Jean-Claude Geeroms   | DVD                                        | |
| 2008                                     | 2014     | Anne-Marie Guindu     |                                            | |
| 2014                                     | En cours | Fabienne Auger-Guérin | DVD                                        | |

### Instances judiciaires et administratives
La commune relève du tribunal d'instance de Poitiers, du tribunal de grande instance de Poitiers, de la cour d'appel  Poitiers, du tribunal pour enfants de Poitiers, du conseil de prud'hommes de Poitiers, du tribunal de commerce de Poitiers, du tribunal administratif de Poitiers et de la cour administrative d'appel  de  Bordeaux, du tribunal des pensions de Poitiers, du tribunal des affaires de la Sécurité sociale de la Vienne, de la cour d’assises de la Vienne.

### Services publics
Les réformes successives de La Poste ont conduit à la fermeture de nombreux bureaux de poste ou à leur transformation en simple relais. Toutefois, la commune a pu maintenir le sien.

### Politique environnementale

#### Traitement des déchets et économie circulaire
La commune a aménagé une déchèterie

## Population et société

### Démographie
Les habitants sont nommés les Ayronais.
L'évolution du nombre d'habitants est connue à travers les recensements de la population effectués dans la commune depuis 1793. Pour les communes de moins de 10 000 habitants, une enquête de recensement portant sur toute la population est réalisée tous les cinq ans, les populations de référence des années intermédiaires étant quant à elles estimées par interpolation ou extrapolation. Pour la commune, le premier recensement exhaustif entrant dans le cadre du nouveau dispositif a été réalisé en 2004.

En 2022, la commune comptait 1 087 habitants, en évolution de −7,57 % par rapport à 2016 (Vienne : +0,6 %, France hors Mayotte : +2,11 %).
| 1793 | 1800 | 1806 | 1821 | 1831 | 1836 | 1841 | 1846  | 1851  |
| ---- | ---- | ---- | ---- | ---- | ---- | ---- | ----- | ----- |
| 753  | 835  | 824  | 733  | 772  | 895  | 902  | 1 009 | 1 001 |

| 1856  | 1861  | 1866  | 1872  | 1876  | 1881  | 1886  | 1891  | 1896 |
| ----- | ----- | ----- | ----- | ----- | ----- | ----- | ----- | ---- |
| 1 006 | 1 050 | 1 072 | 1 026 | 1 069 | 1 075 | 1 069 | 1 013 | 958  |

| 1901 | 1906 | 1911 | 1921 | 1926 | 1931 | 1936 | 1946 | 1954 |
| ---- | ---- | ---- | ---- | ---- | ---- | ---- | ---- | ---- |
| 962  | 922  | 969  | 938  | 965  | 937  | 958  | 836  | 800  |

| 1962 | 1968 | 1975 | 1982 | 1990 | 1999 | 2004  | 2006  | 2009  |
| ---- | ---- | ---- | ---- | ---- | ---- | ----- | ----- | ----- |
| 759  | 714  | 625  | 820  | 899  | 991  | 1 009 | 1 084 | 1 109 |

| 2014  | 2019  | 2022  | - | - | - | - | - | - |
| ----- | ----- | ----- | - | - | - | - | - | - |
| 1 183 | 1 104 | 1 087 | - | - | - | - | - | - |

En 2022, selon l'Insee, la densité de population de la commune était de 38,4 hab./km2, 62,8 hab./km2 pour le département, 83,6 hab./km2 pour la région Occitanie et 107,1 hab./km2 pour la France.
Les dernières statistiques démographiques pour la commune ont été fixées en 2009 et publiées en 2012. Il ressort que la mairie administre une population totale de 1 127 personnes. À cela il faut soustraire les résidences secondaires (18 personnes) pour constater que la population permanente sur le territoire de la commune est de 1 109.
La répartition par sexe de la population est la suivante:
- en 1999 : 50 % d'hommes et 50 % de femmes
- en 2004 : 51 % d'hommes et 49 % de femmes.
- en 2010 : 48,7 % d'hommes et 51,3 % de femmes.

En 2004:
- Le nombre de célibataires était de : 33,8 %,
- Les couples mariés représentaient 54,9 % de la population et les divorcés 4,1 %,
- Le nombre de veuves et veufs était de 7,2 %.

### Enseignement
La commune d'Ayron dépend de l'académie de Poitiers (rectorat de Poitiers) et ses deux écoles primaires dépendent de l'inspection académique de la Vienne: une école primaire privée Pré Vert et une école primaire publique.

## Économie

### Agriculture
Selon la direction régionale de l'Alimentation, de l'Agriculture et de la Forêt de Poitou-Charentes, il n'y a plus que 26 exploitations agricoles en 2010 contre 34 en 2000.
Les surfaces agricoles utilisées ont augmenté et sont passées de 2 190 hectares en 2000 à 2 419 hectares en 2010.
46 % des surfaces agricoles  sont destinées à la culture des céréales (3/4 en blé tendre et 1/4 en orges), 2 % pour les protéagineux (soja), 32 % pour les oléagineux (essentiellement du colza et un peu de tournesol), 11 % pour le fourrage et 4 % reste en herbes.
Il y a d'importants silos de stockages de céréales et de grains (plus de 74 000 m3) gérés par la société Terrena-Poitou, sur le territoire municipal.
6 exploitations en 2010 (contre 10 en 2000) abritent un élevage de bovins (618 têtes en 2010 contre 519 en 2000). 7 exploitations en 2010 (contre 12 en 2000) abritent un élevage d'ovins (816 têtes en 2010 contre 1 290 têtes en 2000). Cette évolution est conforme à la tendance globale du département de la Vienne. En effet, le troupeau d’ovins, exclusivement destiné à la production de viande, a diminué de 43,7 % de 1990 à 2007. L'élevage de volailles représente 151 têtes en 2000 réparties sur 10 fermes contre 123 têtes en 2010 réparties sur 6 fermes. L'élevage de chèvres a disparu en 2010 (569 têtes sur 3 fermes en 2000).
La transformation de la production agricole est de qualité et permet aux exploitants d’avoir droit, sous conditions, aux appellations et labels suivants :
- Chabichou du Poitou (AOC)
- Beurre Charente-Poitou (AOC)
- Beurre des Charente (AOC)
- Beurre des Deux-Sèvres (AOC)
- Vin du Haut-Poitou en rouge (AOC)
- Vin du Haut-Poitou en blanc (AOC)
- Vin du Haut-Poitou en et rosé (AOC)
- Veau du Limousin (IGP)
- Agneau du Poitou-Charentes (IGP)
- Jambon de Bayonne (IGP)
- Melon du Haut Poitou (IGP)

### Activité et emploi
Le taux d'activité était de 80,3 % en 2004 et 72,8 % en 1999.
Le taux de chômage était de : 
- en 1999 : 10,6 %.
- en 2004 : 11,2 %.

Les retraités et les pré-retraités représentaient 20,8 % de la population en 2004 et 19,2 % en 1999.

## Culture locale et patrimoine

### Patrimoine civil
- Le château des XVe et XVIe siècles est inscrit comme monument historique depuis 1999 pour son élévation. Après avoir été partiellement détruit par un incendie en 1961, il a été acheté par la commune en 1973 qui l’a transformé en salles de loisirs et en gites.

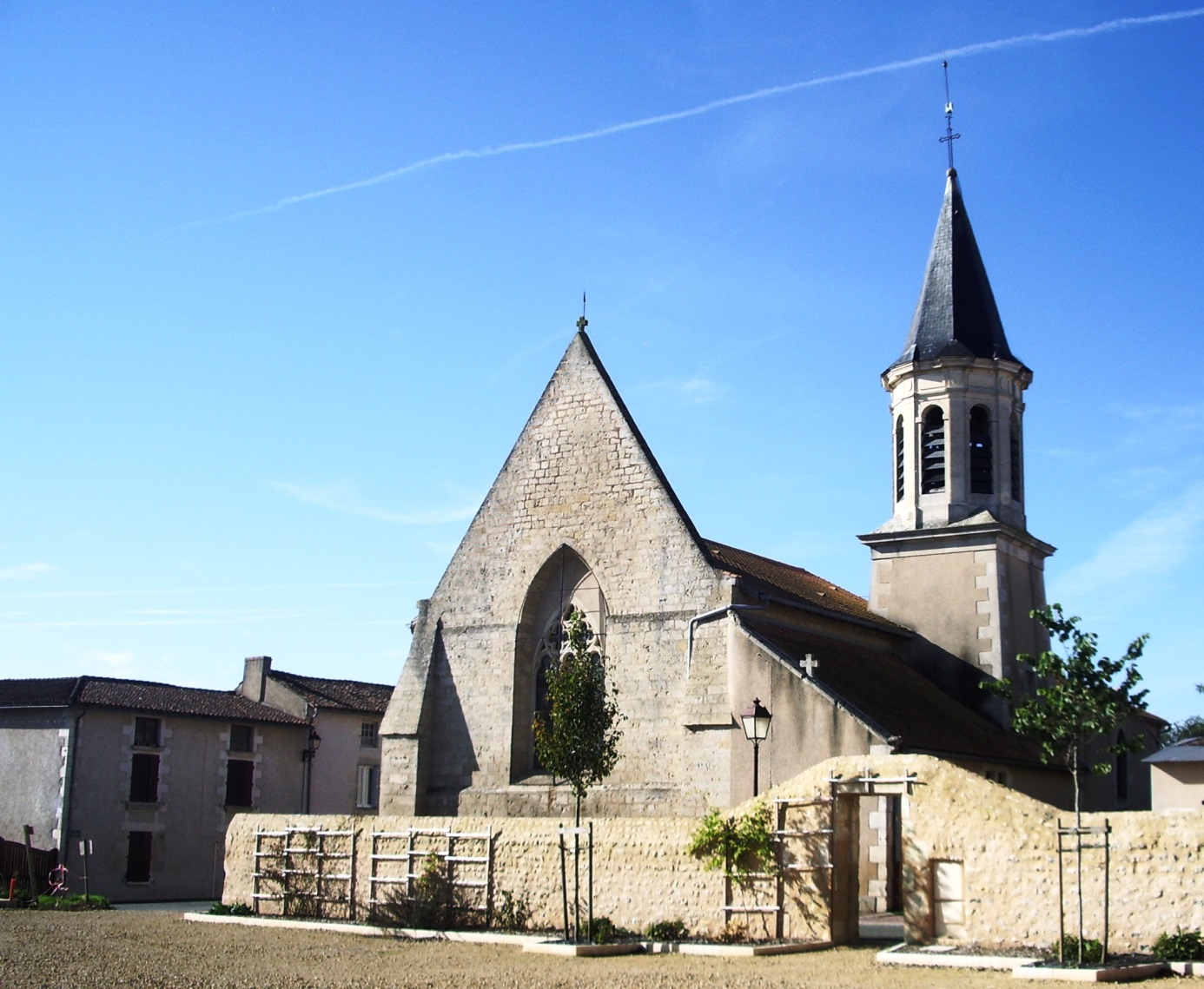
Église Saint-Gervais-et-Saint-Protais.

- Église Saint-Gervais-et-Saint-Protais.L'église Saint-Gervais-et-Saint-Protais, dont les origines remontent au Ve siècle ou VIe siècle, a sans doute été victime des guerres qui ont dévasté le Poitou jusqu’au XVIe siècle. Elle doit sa physionomie actuelle à une première restauration de 1604 et aux réfections de 1839 (allongement de la nef)  et 1849 (nouveau clocher). Le chœur abrite un retable tabernacle classé du XVIIe siècle en bois polychrome de style baroque. Le corps central représente l’Ascension du Christ, les deux panneaux latéraux la Nativité et l’Adoration des mages. Ces scènes sont encadrées par les quatre évangélistes et surmontées d’anges aux ailes déployées[22].

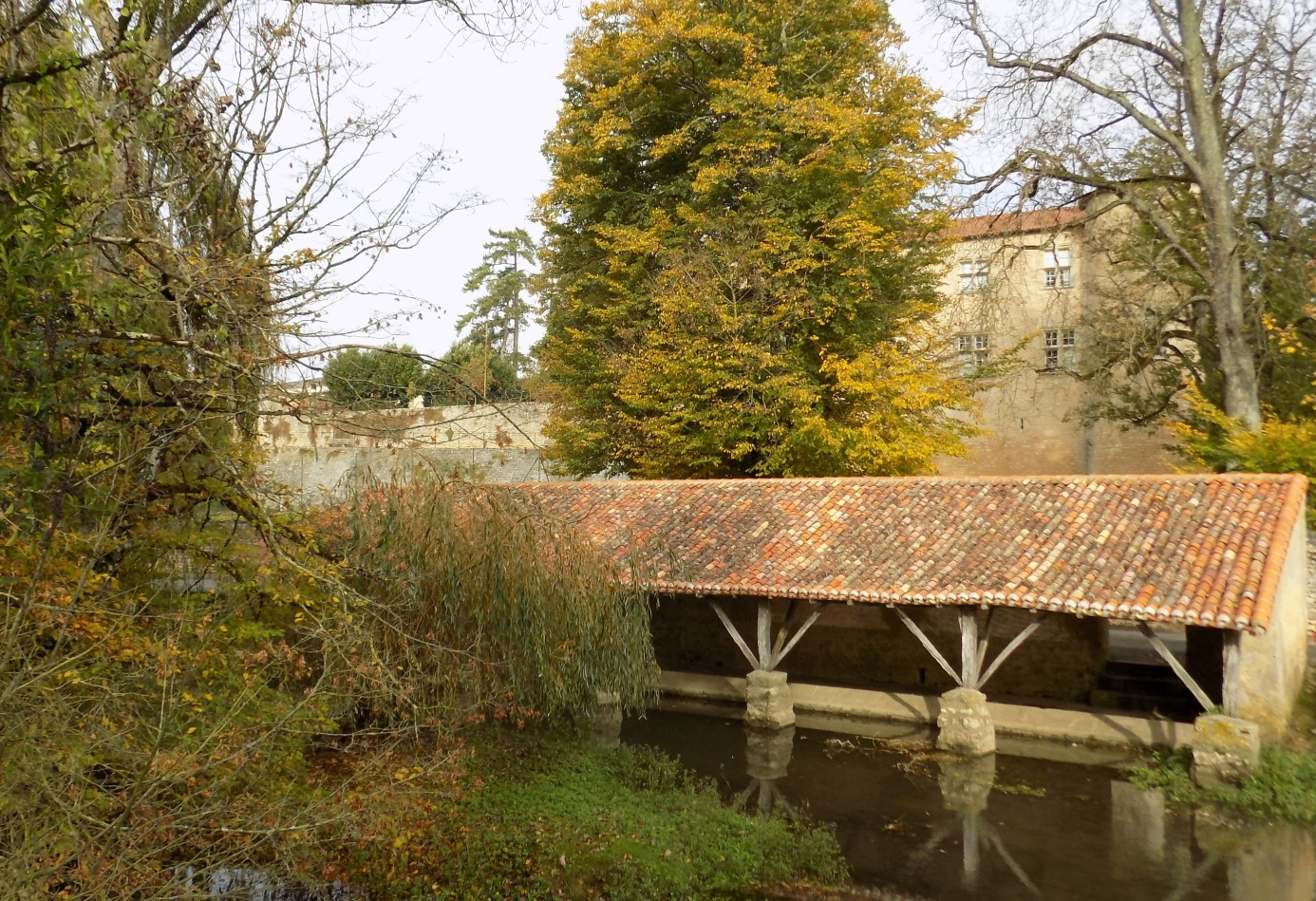
Lavoir d'Ayron 1850.

- Lavoir d'Ayron 1850.Le lavoir couvert de 1850, situé au pied du château sur la Vendelogne, est un bel  exemple de l’architecture rurale du Poitou du XIXe siècle.

### Patrimoine naturel
La commune contient deux zones naturelles d'intérêt écologique, faunistique et floristique (ZNIEFF) qui couvrent 24 % de la surface communale:
- La plaine de Vouzailles pour 9 %,
- Les plaines du Mirebalais et du Neuvillois pour 16 %. Elles sont aussi protégées par la Directive oiseaux qui assure la protection des oiseaux sauvages et de leurs biotopes qui sont aussi classées comme zones importantes pour la conservation des oiseaux (ZICO)[38].
- Le ruisseau Le Magot bénéficie de protections issues d'engagements internationaux relevant de la directive habitats -faune-flore[38].

#### Arbres remarquables
Selon l'Inventaire des arbres remarquables de Poitou-Charentes, il y a un arbre remarquable sur la commune qui est un Robinier faux acacia situé dans le parc du château d'Ayron.

#### Plaine de Vouzailles
La plaine de Vouzailles est située au cœur du Seuil du Poitou. Elle est classée comme zone naturelle d'intérêt écologique, faunistique et floristique (ZNIEFF). Elle couvre un vaste secteur de la bande de calcaires jurassiques qui forme un croissant entre Poitiers et Thouars. Elle couvre en partie ou en totalité le territoire de 11 communes (Amberre, Ayron, Chalandray, Champigny-le-Sec, Cherves, Cuhon, Maillé, Maisonneuve, Massognes, Le Rochereau, Vouzailles). Il s’agit d’une plaine faiblement ondulée. Les sols sont argilo-calcaires, profonds et fertiles : ce sont de  groies, terres riches qui font l’objet d’une céréaliculture intensive. Les cultures céréalières sont interrompues çà et là par quelques îlots de vignobles traditionnels. La plaine de Vouzailles présente, donc, un paysage très ouvert. Elle est emblématique de ces plaines cultivées du Centre-Ouest de la France.
Malgré cette présence très forte de l’homme, de nombreux oiseaux ont pu se maintenir jusqu’à nos jours. Ces espèces comprennent notamment des espèces à affinités steppiques qui ont su s’adapter - du moins jusqu’à une époque récente, à une agriculture restée traditionnelle qui généraient une mosaïque d’emblavures suffisamment diversifiée pour subvenir à leurs besoins vitaux.
La plaine de Vouzailles, comme celle du Mirebelais et du Neuvillois, abrite un très important noyau reproducteur d’Outarde canepetière (47 couples en 2000). C’est une espèce en très fort déclin en Europe de l’Ouest (plus de 50 % de diminution des effectifs) et dont la région Poitou-Charentes constitue, avec la plaine de la Crau, un des derniers sites de nidification en France. Cette population représente plus du tiers de la population nationale. L’outarde est une espèce migratrice présente dans les plaines poitevines entre avril et octobre. C’est une espèce d’origine steppique qui a su s’adapter aux plaines ouvertes où l’activité agricole principale est de type polyculture-élevage. Pour leur parade, les mâles utilisent les parcelles à végétation basse et peu dense alors que les parcelles de luzerne sont activement recherchées en période de reproduction pour leurs ressources en insectes. Toutefois, le développement d’une agriculture modernisée ces dernières années est responsable du déclin dramatique de l’outarde. Ainsi, les effectifs nicheurs ont diminué de plus de 50 % en 6 ans. En effet, l’utilisation systématique des tracteurs détruit les nichées situées au sol ; l’utilisation d’insecticides provoquent une diminution importante voire la disparition des insectes, nourriture principale de ces oiseaux, l’augmentation de la taille des parcelles et le recours croissant au maïs irrigué ont modifié considérablement en peu d’années le biotope de ces oiseaux.
L’ornithologue amateur pourra, aussi, voir :
- Le Bruant ortolan (une centaine de couples) qui se trouve à proximité des vignes. C’est une espèce en fort déclin en Europe. Dans toute la moitié nord de la France, on ne compte que 60 à 70 couples. Cette espèce fait l’objet d’une protection sur tout le territoire français ;
- Les busards sont des rapaces typiques des milieux ouverts (landes, steppes, marécages). Ils nichent aujourd’hui principalement dans les céréales à la suite de la réduction de leurs habitats naturels. Leurs effectifs sont étroitement liés aux fluctuations d’abondance des campagnols des champs qui constituent l’essentiel de leur alimentation et en font d’utiles auxiliaires de l’agriculture. Le Busard cendré et le Busard Saint-Martin sont tous les deux des espèces protégées dans toute la France. Le busard cendré utilise les céréales à paille pour installer son nid. Son territoire de chasse recouvre la plaine et ses abords : il y recherche gros insectes et campagnols.
- La Chevêche d’Athéna ;
- Le Petit-duc scops ;
- L’ Œdicnème criard (espèce protégée dans toute la France). Il recherche la plaine pour se reproduire, pour nicher, dans des zones de terre nue, souvent pierreuses ou avec une maigre végétation rase, sur sol sec. Il pond à même le sol, souvent dans un semis de tournesol ou entre deux rangs de vigne. C’est un gros consommateur d’insectes, d’escargots et de limaces. À l’automne, les familles se rassemblent en des lieux favorables réutilisés année après année. Les groupes atteignent parfois 300 individus avant leur départ en migration vers le sud, Espagne ou Afrique. Quelques oiseaux hivernent sur place
- La Perdrix grise ;
- Le Pluvier doré, une espèce limicole qui trouve en la plaine de Vouzailles le principal site d’hivernage dans le département de la Vienne durant la mauvaise saison où ils peuvent encore capturer les invertébrés du sol qui représentent l’essentiel de leur nourriture;
- Le Vanneau huppé une espèce limicole qui trouve en la plaine de Vouzailles le principal site d’hivernage dans le département de la Vienne durant la mauvaise saison où ils peuvent encore capturer les invertébrés du sol qui représentent l’essentiel de leur nourriture ;

### Personnalités liées à la commune
- Victor Dubreuil (1842-?), banquier et artiste peintre, y est né.